# 青森市立西田沢小学校
青森市立西田沢小学校（あおもりしりつ にしたざわしょうがっこう）は、青森県青森市大字飛鳥にかつて存在した公立小学校。

## 概要
青森市の中心部から約10kmほど離れた飛鳥地区にある小学校。市内の北側にあり、陸奥湾に面している。主な進学先は、学区内の北中学校、油川中学校。全校児童は33人（2019年4月1日現在・閉校時点）。

## 沿革
- 1877年（明治10年）3月15日 - 田沢村に田沢小学として創立する[1]。
- 1878年（明治11年） - 東津軽郡田沢小学と改称。
- 1881年（明治14年）8月 - 校舎改築。
- 1886年（明治19年）11月 - 西田沢簡易小学校と改称。
- 1893年（明治26年）9月 - 校舎新築落成式挙行。同時に西田沢尋常小学校と改称。
- 1906年（明治39年）6月 - 校舎増築。
- 1917年（大正6年）7月25日 - 大字飛鳥字塩越80番地（現在地）に移転。
- 1920年（大正9年）4月1日 - 大字瀬戸子を学区に編入する。
- 1924年（大正13年）4月1日 - 高等科を併置し、西田沢尋常高等小学校と改称。同日、農業補習学校廃止。
- 1925年（大正14年）
  - 3月x日 - 校旗樹立。
  - 3月29日 - 校章制定。
- 1933年（昭和8年）3月 - 校舎増築。
- 1941年（昭和16年）4月1日 - 国民学校令により、西田沢国民学校と改称。
- 1947年（昭和22年）4月1日 - 学校教育法により、奥内村立西田沢小学校と改称。同日、西田沢中学校を併設し、高等科生を中学校に移籍。
- 1950年（昭和25年）6月1日 - 旧来の校章に「西」の一字を加える校章改定。
- 1953年（昭和28年）4月21日 - 奥内中学校校舎新築により、西田沢中学校が移転併合。
- 1955年（昭和30年）3月1日 - 奥内村が青森市に合併された為、青森市立西田沢小学校と改称。
- 1962年（昭和37年）3月15日 - 校歌制定。
- 1965年（昭和40年）6月 - 理科室及び教室増築。
- 1966年（昭和41年）5月30日 - 体育館新築。
- 1967年（昭和42年）4月1日 - 特殊学級開設。
- 1977年（昭和52年）6月22日 - 創立100周年記念式典挙行。
- 1978年（昭和53年）7月22日 - 水泳プール竣工。
- 1981年（昭和56年）12月16日 - 改築校舎竣工（5教室）。
- 1982年（昭和57年）1月30日 - 改築校舎、土俵屋形落成式挙行。
- 2019年（令和元年）10月27日 - 本校体育館で閉校記念式典挙行[2][3]。
- 2020年（令和2年）
  - 3月20日 - 最後の卒業式挙行。最後の卒業生は10名[4][5]。
  - 3月26日 - 最後の修了式と離任式挙行[4]。
  - 3月31日 - この日をもって、閉校。なお、本校児童は、本校と奥内小学校・後潟小学校を統合し、新たに開校する北小学校へ移籍する。

## 部活動

### 運動部
- 野球部[1]
- 卓球部[1]

## 学区
瀬戸子、飛鳥、西田沢（字浜田の一部、字沖津、山辺）

## 周辺
- 国道280号線[6]
- JR津軽線津軽宮田駅[6]

## 参考資料
- 『新青森市史 別編教育（別巻） 年表・学校沿革』（青森市・2000年3月発行）「学校沿革 （一）小学校」200頁「西田沢学校」
- 『青森県教育史 別巻』（青森県教育委員会・1973年12月20日発行）「学校沿革 小学校」704頁「西田沢小学校」